# حسين المحضار
حسين أبو بكر المحضار (1350 - 1420 هـ) شاعر وملحن غنائي يمني برز شاعرًا غنائيًّا موهوبًا ولحّن معظم أغانيه بنفسه. تغنّى له كثير من فناني حضرموت واليمن وكثير من فناني الخليج والعالم العربي. يعتبر المحضار مطورًا للأغنية الحضرمية ورافدًا جديدًا للمدرسة الغنائية الحضرمية في تنافسها الإبداعي مع مدارس الغناء اليمني وأيضا مدرسة في الشعر الصوفي. شكّل ثنائيًا يعتبر الأشهر في الأغنية العربية الحديثة مع الفنان أبو بكر سالم بلفقيه.

## نسبه
حسين بن أبي بكر بن حسين بن حامد بن أحمد بن محمد بن علوي بن محمد بن طالب بن علي بن جعفر بن أبي بكر بن عمر المحضار بن الشيخ أبي بكر بن سالم بن عبد الله بن عبد الرحمن بن عبد الله بن عبد الرحمن السقاف بن محمد مولى الدويلة بن علي بن علوي الغيور بن الفقيه المقدم محمد بن علي بن محمد صاحب مرباط بن علي خالع قسم بن علوي بن محمد بن علوي بن عبيد الله بن أحمد المهاجر بن عيسى بن محمد النقيب بن علي العريضي بن جعفر الصادق بن محمد الباقر بن علي زين العابدين بن الحسين السبط بن علي بن أبي طالب، وعلي زوج فاطمة بنت محمد.
فهو الحفيد 38 لرسول الله محمد في سلسلة نسبه.

## مولده ونشأته
ولد في مدينة الشحر في حضرموت سنة 1350 هـ الموافق 1930 م. نشأ في أسرة متصوفة ذات مكانة معروفة في حضرموت فهو حفيد الشاعر الشعبي المعروف حسين بن حامد المحضار، وجده لأمه الشاعر الشعبي المعروف أيضا صالح بن أحمد خمور. تلقى تعليمه الأول في مدرسة مكارم الأخلاق في الشحر، ثم انتقل إلى رباط الشحر وأتم تعليمه هناك دارسًا القرآن الكريم وعلومه والفقه والتوحيد وآداب اللغة والنقد.

## شعره
نظم الشعر في سن مبكر وشارك في مجالس الدان الحضرمي، وفي الرابعة عشر من عمره بدأ المحضار كتابة الشعر، وفي السادسة عشر من عمره أصبح الناس يرددون كلماته ويغنّون ألحانه. تميز شعر المحضار بعدم التكلف لأنه كان يقوله عفويًا، فمن صفاته أنه قليل الكلام بارع التعبير عما بداخله من أحاسيس بواسطة أشعاره. كان من براعة المحضار اعتماد لغته الشعرية على الجناس المقبول، ورد العجز على الصدر. ومما كان يذكره أنه كان ينظم شعره وهو في الطريق من بيته إلى السوق أو بالعكس، وكان يستخرج ألحانه ويغنيها بواسطة علبة الثقاب (الكبريت) لأنه لم يكن يعزف على أي آلة موسيقية أو إيقاعية.

### دواوينه
صدر له دوواين منها:
- «دموع العشاق» (1966)
- «ابتسامات العشاق» (1978)
- «أشجان العشاق» (1999)
- «حنين العشاق» (1999)

### قصائده الغنائية
له قصائد غنائية شهيرة سواء كان على المستوى اليمني أو على المستوى الخليجي والعربي. وتغنى بقصائده كثير من الفنانين ويتم تداولها في حضرموت من جميع الفنانين ولا يكاد يخلوا فنان في عصر المحضار لم يغن للمحضار ولا زالت إلى اليوم وإلى أجيال أخرى ستبقى أغانيه (قصائده الشعرية) متداولة بين الناس؛ لما تتميز من سهولة الكلمة وبساطتها وعمقها في المعنى وحكمتها وصلاحها لكل الأجيال.

## مراكز وجوائز
- عضو مؤسس لاتحاد الأدباء والكتاب اليمنيين.
- انتخب لعضوية مجلس الشعب الأعلى مطلع الثمانينات ثم صار عضوا في هيئة رئاسة المجلس.
- انتخب عضوا في أول مجلس للنواب في عام 1990 م.
- تقلد وسام الاستحقاق من الدرجة الأولى في الآداب والفنون عام 1998 م.
- أقامت له الدولة اليمنية تذكارا وهو عبارة عن كورنيش في مدينة المكلا باسمه.

## وفاته
توفي الشاعر يوم السبت التاسع والعشرين من شهر شوال سنة 1420 هـ الموافق للخامس من شهر فبراير سنة 2000 م وذلك في مدينة الشحر مسقط رأسه وشيعه خلق كثير حضروا جنازته، ووري الثرى في مقبرة الشيخ حمد بجانب قبة جده الحامد من جهة القبلة. وبعد وفاته بني له متحف في مسقط رأسه يحمل اسمه على نفقة مؤسسة هائل سعيد أنعم يوجد بداخله كل مايتعلق به من أعمال وهو مفتوح للزوار.